# Bridgeudtryk
Bridgeudtryk er meldinger o. a. som anvendes i forbindelse med kortspillet bridge.
- ACOL. Et meldesystem, der i de indledende faser af meldingerne er baseret på naturlige meldinger
- Afblokering er et afkast af et kort, som blokerer for forbindelsen fra spilfører til bordet eller mellem de to spillere i modspil.
- Afmelding. En melding, der viser svaghed enten generelt eller i en bestemt farve.
- Afvisning. Et modspilssignal, hvor kortets værdi er et signal til makker om, hvorvidt spilleren er interesseret i en bestemt farve. I Europa spiller de fleste par med en aftale, hvor et unaturligt højt kort er afvisning, mens mange par i USA afviser med laveste kort i farven.
- Bekende betyder at tilspille et kort i den udspillede kulør.
- Blind makker eller ”den blinde”. Et udtryk for den spiller, der er makker til spilfører, og derfor skal lægge sine kort med billedsiden opad, når spilleren til venstre for spilfører har foretaget sit udspil
- Blokering opstår, når et eller flere kort hindrer forbindelsen fra spilfører til bordet eller mellem de to spillere i modspil. Et eksempel: Spilfører har kun EK i en farve, hvor "den blinde" har DBT73; EK blokerer for, at bordet kan få stik på DBT; hvis spilfører havde EK4, ville fireren efter indkassering af EK sikre, at DBT var stik.
- Bonus. Hvis der meldes udgang eller slem, får parret, der har meldt slutkontrakten en bonus for at vinde spillet.
- Bridgevejen er et dansk meldesystem, som bygger på ACOL’s grundprincipper, men kræver 5 – farve for åbning i spar. Det bygger på Dansk Bridge Standard, men har en række indbyggede konventioner

Brænde en udgang eller en slem er et udtryk, der benyttes, når en spilfører vinder et tilstrækkeligt antal stik til udgang eller slem, men ikke har meldt den nødvendige kontrakt.
- Danmarks Bridgeforbund er en interesseorganisation for danske bridgespillere.
- Dansk Bridge Standard er et dansk meldesystem udviklet i slutningen af 1970’erne.
- Dobling. En doblinger er en indmelding, der normalt viser en åbningshånd 12-17 med højst 2 kort  i åbningsfarven og mindst 3 kort i de andre farver. Eller alle hænder med 18+

Senere/højre i meldeforløbet er dobling straf.
- Etablering (af stik). En teknik, hvor modpartens høje kort tvinges ud, således at de mindre kort i farven får stik senere. Et eksempel: Spilfører råder over DT75 på hånden og B984 på bordet. Ved at spille farven hurtigst muligt presses først E, dernæst K ud, så farven giver 2 stik.
- Farve. Der er fire farver (eller kulører) i bridge. De to lavest gældende farver, ♣ og ♦, kaldes minor. De to højest gældende, ♥ og ♠ kaldes major.
- Frafald. Et frafald forekommer, når en spiller undlader at stikke et kort, selv om spilleren råder over et højere kort end det, der holder stikket i farven.
- Gaffel. En gaffel er betegnelsen for to kort i en farve, der kan fange modstanderen til højres to mellemliggende kort. Fx er ED gaffel over KB.
- Gennemspil. Hvis en spilfører råder over en gaffel, kan denne fange en af modstandernes kort, hvis de sidder på mellemhånd. Hvis en af modstanderne råder over en gaffel, kan dennes makker gennemspille farven, således at fx KB i Syd fanges af ED i Vest, hvis Øst spiller farven ud.
- Honnør er et kort af værdien Es, Konge, Dame, Knægt eller ti.
- Hånd er et udtryk, der betegner de 13 kort, som en spiller har fået ved fordelingen af kortene. Et spil består af 4 hænder med hver 13 kort.
- Konvention: En aftale, hvor en melding har kunstig betydning. Den mest almindelige konvention er Stayman.
- Knibning (af et kort). Ved udspil fra fx 87 op mod EKB kan D i farven knibes, hvis den sidder på mellemhånd. Hvis den sidder bag EK går knibningen galt.
- Kulør er et andet udtryk for farve.
- Limitere (en hånd) betyder at en melding er afgrænset til et bestemt antal honnørpoints.
- Markering er tilspil af et kort, der viser, om der rådes over et lige eller et ulige antal kort i den udspillede farve.
- Melding. En naturlig melding er et bud på en farve, der foreslås som kontrakt. En kunstig melding har en særlig betydning, som regel som led i en konvention.
- Modspil. Når meldingerne er afsluttet, betegnes det par, som ikke har vundet kontrakten, som modspillerne.
- Modspilssignal, se signal.
- Nordisk Standard er et meldesystem, som er udviklet i 2007. Ambitionen hos de skandinaviske Bridgeforbund er, at systemet vil blive det dominerende i Norden
- Opspil. Et opspil er et forsøg på at fange en af modstandernes honnører i plads.
- Precision er et meldesystem, hvor åbningsmeldingen 1 klør angiver styrke, men ikke viser fordelingen på hånden.
- Primær støtte er en melding, hvor svarhånden kan garantere, at parret har 8 trumfer tilsammen i åbningshåndens først meldte farve.
- Redobling er en melding, som kun kan foretages efter modpartens dobling. den kan have flere betydninger:

- Naturlig, fordi det giver ekstra points i regnskabet, hvis kontrakten vindes.
- S.O.S En kunstig redobling, der beder makker om at melde sin bedste farve.
- Renonce betyder, at en spiller ikke har noget kort i en af de fire farver.
- Signal. Et udspil eller et tilspil af et kort, som viser en bestemt styrke eller længde i den spillede farve. I Europa viser et udspil af et lille kort normalt, at udspilleren råder over en honnør i farven.
- Singleton betyder, at en spiller kun har ét kort i en af de fire farver
- Skvis er en spilleteknik, hvor spilfører ved at spille en farve, tvinger en af modstanderne til at kaste et ellers sikkert stik i farven.
- Slem kræver, at der meldes på sekstrækket (lilleslem) eller syvtrækket (storeslem). Lilleslem kræver, at spilfører indkasserer 12 stik, mens storeslem vindes ved at indkassere alle 13 stik. Hvis det lykkes, giver det en bonus.
- Slutspil. Et slutspil opstår, når spilfører med magt tvinger modspillet til at afgive et stik, fx ved at spille sig fri, således at modspilleren er tvunget til at spille op i en gaffel.
- Standard American er det mest udbredte meldesystem i bridge på verdensplan.
- Stayman. Den mest almindelige konvention i Bridge. Konventionen anvendes, når makker har åbnet 1 UT. Svarhånden spørger med meldingen 2 ♣ efter firefarver i major.
- Tilspil er en betegnelse om et spil af et kort, når en anden spiller har udspillet.
- Transfer. Transfer betyder overføring. I bridge anvendes det om en melding, der er konventionel og kræver, at makker melder farven umiddelbart over den meldte.
- Toppe (en farve). At toppe en farve betyder, at de højeste kort trækkes først, se også knibning.
- Trumf er et kort, der kan stikke ethvert kort i en udspillet farve, forudsat at spilleren ikke har flere kort i denne farve.
- Udgang er en melding, der under forudsætning af, at kontrakten vinder, giver en bonus. 3UT meldt og vundet giver udgangsbonus og 4 i Major giver udgangsbonus, mens der kræves 5 i minor.[1] Hvis kontrakten ikke er meldt, men der er vundet et tilstrækkeligt antal stik, er udgangen "brændt".
- Udspil er det første kort, der spilles i et spil. Modstanderen til venstre for spilfører har altid udspillet (forhånden).
- Undertræk er det antal stik, som spilfører mangler i at vinde sin kontrakt. Modspillerne får points for at sætte kontrakten.
- UT (eller NT) er et spil uden en trumffarve. Højest rangerende melding i bridge er Uden trumf, der normalt skrives som UT eller NT (no trump), men udtales sans (fra fransk sans-atout).
- Verdenshjørnerne, N,S,Ø,V betegner, hvor spillerne er placeret ved bridgebordet.
- World Bridge Foundation er den internationale sammenslutning af organiserede bridgespillere.